# Erzeparchie Aleppo (Syrer)
Die Erzeparchie Aleppo (lat.: Archieparchia Aleppensis Syrorum) ist eine in Syrien gelegene Erzeparchie der syrisch-katholischen Kirche mit Sitz in Aleppo.

## Geschichte
Die Erzeparchie Aleppo wurde am 28. Januar 1659 durch Papst Alexander VII. errichtet.

## Erzbischöfe der Erzeparchie Aleppo
- Dionysius Michael Jaroue, 1780–1783, dann Bischof von Antiochia
- Denys Michel Hardaya, 1817–1827
- Ignatius George Chelhot, 1862–1874, dann Patriarch von Antiochia
- Ignacio Dionisio Efrem Rahmani, 1894–1898, dann Patriarch von Antiochia
- Dionisio Efrem Naccàsché, 1903–1919
- Ignatius Gabriel I. Tappouni, 1921–1929, dann Patriarch von Antiochia
- Dionisio Habib Naassani, 1932–1949
- Dionisio Pietro Hindié, 1949–1959
- Ignatius Antoine II. Hayek, 1959–1968, dann Patriarch von Antiochia
- Denys Philippe Beilouné, 1968–1990
- Denys Raboula Antoine Beylouni, 1991–2000
- Denys Antoine Chahda, seit 2001